# Warrior (hop)
Warrior is een hopvariëteit, gebruikt voor het brouwen van bier.
Deze hopvariëteit is een “dubbeldoelhop”, bij het bierbrouwen gebruikt zowel voor zijn aromatische als zijn bittereigenschappen. Deze Amerikaanse variëteit werd gekweekt in de Yakima Chief Ranches.

## Kenmerken
- Alfazuur: 15 – 18%
- Bètazuur: 4,5 - 5,5%
- Eigenschappen: zachte aangename bitterheid